# Pimpine
Die Pimpine ist ein kleiner Fluss in Frankreich, der im Département Gironde in der Region Nouvelle-Aquitaine verläuft. Sie entspringt im Gemeindehauptort von Créon, entwässert in einem Bogen über Nord generell in westlicher Richtung durch das Weinbaugebiet Entre-Deux-Mers, erreicht schließlich den Großraum östlich von Bordeaux und mündet nach rund 17 Kilometern im Gemeindegebiet von Latresne als rechter Nebenfluss in die Garonne.

## Orte am Fluss
(Reihenfolge in Fließrichtung)
- Créon
- Sadirac
- Lignan-de-Bordeaux
- Le Gourdin, Gemeinde Fargues-Saint-Hilaire
- Cendrol, Gemeinde Carignan-de-Bordeaux
- Citon, Gemeinde Cénac
- Latresne